# ユリイカ (雑誌)
『ユリイカ』（Eureka）は、日本の雑誌。青土社で発行されている月刊誌で、詩および批評を中心に文学、思想などを広く扱う芸術総合誌である。なおユリイカとは「見つけた」を意味する「Eureka」から来ている。

## 沿革
1956年に、伊達得夫が書肆ユリイカを設立し発行し始めたのに始まる。これは伊達が死去する1961年まで発刊された。その後1969年に清水康雄が青土社を設立し、6月に第二次「ユリイカ」（7月号）を創刊。少し縦長の印象を受ける菊判変型だった。
復刊に際して、旧「ユリイカ」で育った大岡信は、清水から依頼されて「断章」の連載を始めた。他にも柱となる企画がほしかった清水は、敬愛する吉田健一に連載を依頼しようと考えていた。清水から吉田の連載のテーマについて相談された大岡は、ヨーロッパの世紀末について書いてもらうべきだと提案した。吉田健一「ヨオロッパの世紀末」は創刊号から連載され、1970年6月号で完結し、同年10月に出版され、第23回野間文芸賞を受賞した。
数年目に大幅にページ数を増やし、今日まで毎月発行されている。
注目すべきキーワードを特集に、毎号特定の作家（詩人、小説家、漫画家、アニメーション作家、芸術家など）の作品、ジャンルを取り上げている。近年では、作家・作品論を総特集した臨時増刊号も多く発行されている。

## 編集長
- 清水康雄（1969年 - 1971年）
- 三浦雅士（1972年 - 1975年）
- 小野好恵（1975年 - 1977年）
- 清水康（1978年 - 1981年）
- 西館一郎（1982年 - 1984年、2001年、2003年）
- 歌田明弘（1985年 - 1992年）
- 西口徹（1993年 - 1996年）
- 須川善行（1996年 - 2000年）
- 岡本由希子（2002年）
- 郡淳一郎（2004年 - 2005年）
- 山本充（2006年 - 2014年）
- 横山芙美（2014年 - 2016年）
- 明石陽介（2016年 - 2024年）

## ユリイカの新人
新鋭詩人の発掘に力を入れており、毎号コーナー（『今月の作品』）を設け投稿作品を受け付けている。年間でもっとも優秀な投稿者を「ユリイカの新人」として顕彰している。過去の受賞者には、城戸朱理、倉石信乃、早坂類、田中庸介、宋敏鎬、峯澤典子、カニエ・ナハ、小野絵里華、大崎清夏、うにまる（林木林）など。